# Allan Louisy
Sir Allan Fitzgerald Laurent Louisy (ur. 5 września 1916 w Laborie, Saint Lucia, zm. 2 marca 2011, tamże) – drugi premier niepodległego Saint Lucia od 2 lipca 1979 do 4 maja 1981; członek Partii Pracy Saint Lucia.